# Front patriotique (Bulgarie, 2014)
Ne doit pas être confondu avec Front patriotique (Bulgarie).
Pour les articles homonymes, voir Front patriotique.
 (juillet 2016).
Si vous disposez d'ouvrages ou d'articles de référence ou si vous connaissez des sites web de qualité traitant du thème abordé ici, merci de compléter l'article en donnant les références utiles à sa vérifiabilité et en les liant à la section « Notes et références ».
Le Front patriotique (en bulgare : Патриотичен фронт, en cyrillique Пф, en latin PF) est une coalition bulgare de droite, nationaliste et conservatrice. Il regroupe notamment le Front national pour le salut de la Bulgarie et le VMRO - Mouvement national bulgare.
Le PF est fondé le 3 août 2014 dans l'objectif des élections législatives anticipées du 5 octobre. Avec 7,3 %, il fait élire 19 députés, devenant ainsi la première force de la droite national-conservatrice.